# Ташунаљке
Ташунаљке су кратке лирске песме ведрог садржаја и живог ритма. 
Певају се у крилу уз пљескање дечијим ручицама, којима се нежно удара дланом о длан, уз игру речи. Ономатопеичним речима ташун, ташун, танана подстиче се и охрабрује дете да што пре стане на ноге и прохода.
Ташун, ташун, танана,

и свилена марама,

у марами шећера,

да ми дете вечера.